# Эрликозавр
Эрликозавр (лат. Erlikosaurus, буквально — ящер Эрлика) — род тероподовых динозавров из семейства теризинозаврид, живших во времена верхнемеловой эпохи (99,6—85,8 млн лет назад). Ископаемые остатки эрликозавра (череп и некоторые пост-черепные фрагменты) были найдены в баянширэнской свите (Монголия).
Единственный вид Erlikosaurus andrewsi был описан А. Пэрлэ в 1980 году. Его название было происходит от имён тюрко-монгольского божества смерти Эрлика и имени палеонтолога Р. Ч. Эндрюса. В то время это был единственный известный теризинозаврид, череп которого был обнаружен (тогда его считали сегнозавром). Это помогло пролить свет на загадочную и малоизученную группу динозавров.

## Описание
Эрликозавр принадлежит к инфраотряду теризнозавров — необычной группы тероподов, которые ели растения вместо мяса, и имели таз, подобный птицетазовым динозаврам. Кроме того, как и у птицетазовых, его челюсти представляли собой костяной клюв, пригодный для питания растениями. В данный момент известно, что некоторые терезнозавры были пернаты, поэтому вероятно, что эрликозавр тоже был покрыт перьями.
Эрликозавр имел «тонкие» когти на лапах, назначение которых неясно. На основе фрагментарного скелетного материала длина взрослого эрликозавра была оценена в 6 метров. Эрликозавр мог быть более грацильным, чем его близкий родственник сегнозавр.

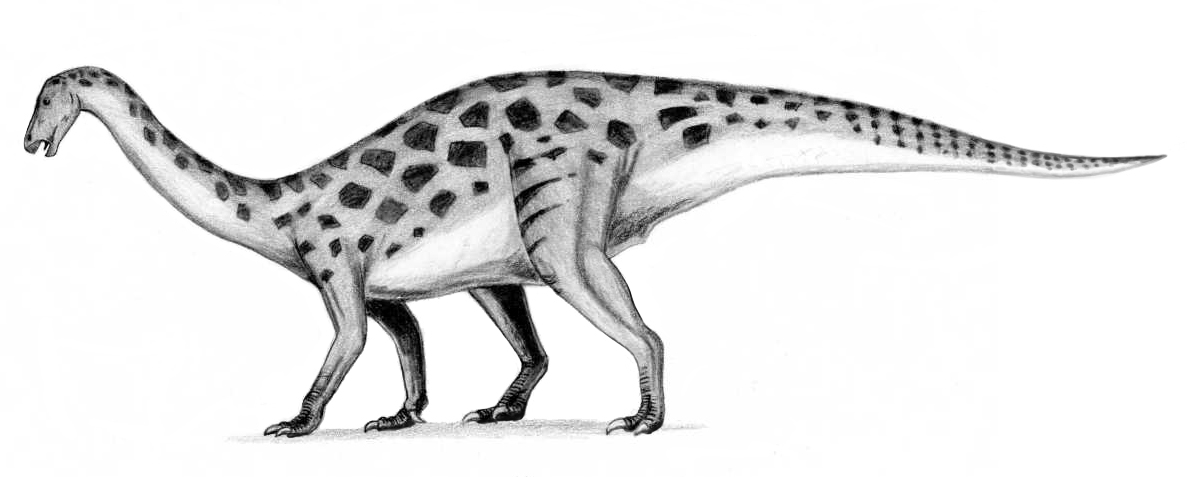
Устаревшая реконструкция эрликозавра в качестве прозавропода

## Систематика
Некоторые учёные предполагают, что эрликозавр — то же самое животное, что и энигмозавр, поскольку последний был найден в той же геологической формации, и известен только по части бедра.
Однако, поскольку энигмозавр не настолько напоминают сегнозавра, насколько это можно было бы ожидать от эрликозавра, энигмозавр и эрликозавр по-прежнему считаются отдельными родами.

Эрликозавр (красный) в сравнении с другими динозаврами баянширэнской свиты